# Росалес, Луис
Луис Росалес Камачо (исп. Luis Rosales Camacho, 1910—1992) — испанский поэт и эссеист, представитель так называемого «поколения 36 года». Член Королевской академии испанского языка и Американского общества испанистов с 1962 года, удостоен премии Сервантеса в 1982 году за своё творчество.

## Биография
Луис Росалес родился в Гранаде в 1910 году в семье, отличавшейся консервативными взглядами. На становление личности поэта оказала большое влияние среда интеллектуалов, сформировавшаяся вокруг журнала Gallo, среди которых были Энрике Гомес Арболейя, Мануэль Лопес Банус, Хоакин Амиго и Федерико Гарсия Лорка, которые стали большими друзьями Росалеса. В 1930 году, после нескольких публикаций в авангардном журнале Granada Gráfica, Росалес успешно выступил публично с чтением стихов в Центре искусств, литературы и науки Гранады, что было отмечено прессой.
В 1930 году Росалес начал изучать философию и право в университете Гранады, а в 1932 году переехал в Мадрид, где окончил курс филологии, получив докторскую степень. В Мадриде он познакомился с видными представителями «Поколения 27 года» — Педро Салинасом, Хорхе Гильеном, и другими поэтами, близкими к журналу Los Cuatro Vientos. Во втором номере журнала, вышедшем в апреле 1933 года, публиковались такие знаковые авторы как Мигель де Унамуно, Беньямин Ярнес, Мануэль Альтолагирре, Мария Самбрано, Луис Фелипе Виванко, Леопольдо Виванко, Клаудио де ла Торре, Висенте Алейсандре, Антонио Маричалар, Хайме Торрес Бодет и Райнер Мария Рильке; в этом же номере журнала Росалес публикует свои первые поэмы: «Эклога сна» (исп. Égloga del sueño) и «Ода тревоги» (исп. Oda del ansia).
Свою литературную деятельность Росалес продолжал в журнале «Крест и рай» (исп. Cruz y Raya), который редактировал Хосе Бергамин, а также публиковал свои стихи в журналах «Вершина» (исп. Vértice) и «Caballo Verde para la Poesía» (редактором последнего был Пабло Неруда, в журнале публиковались также Висенте Алейсандре и Мигель Эрнандес). В Мадриде Росалес подружился с братьями Панеро (Хуаном и Леопольдо), поэтом Луисом Фелипе Виванко, а также поэтом и политическим деятелем фалангистом Дионисио Ридруэхо — видными представителями «поколения 36 года».
В августе 1936 года, после начала гражданской войны, Федерико Гарсиа Лорка укрылся в доме Росалеса, полагая таким образом обеспечить себе безопасность, поскольку братья Росалеса были сторонниками фалангистов. Но по наводке сотрудника управления пропаганды Рамона Руиса Алонсо, члена CEDA, Гарсиа Лорка 16 августа был арестован и предположительно на следующий день казнён. Луис Росалес, несмотря на свои связи, не смог предотвратить казнь Лорки. В том же году республиканцами был убит Хоакин Амиго, профессор философии и один из редакторов журнала Gallo, близкий к ним обоим. Трагическая гибель двух близких ему людей оказала значительное влияние на мировоззрение и дальнейшее творчество Росалеса. В 1937 году он публикует в гранадской газете Patria стихотворение «Голос мертвых» (исп. La voz de los muertos) — вероятно, одно из самых важных своих произведений периода гражданской войны, и с того же года начинает сотрудничать с фалангистским журналом Jerarquía. Кроме того, Росалес сотрудничал с газетой Arriba España и журналом Escorial, был секретарём и редактором журнала Cuadernos Hispanoamericanos. С 1978 года Росалес руководил журналом исп. Nueva Estafeta — уникальным для своего времени журналом, где публиковались произведения, написанные на разных языках Испании (испанском, каталонском, баскском, галисийском). В своих идеологических представлениях Росалес проделал сложную эволюцию от авторитарных идей в юности до демократических позиций в зрелости.
В конце 1949 года и в начале 1950 года он участвовал в «поэтической миссии» 8 с поэтами Антонио Зубиаурре, Леопольдо Панеро и послом Агустином де Фокса, которые совершили поездку по разным иберо-американским странам (среди других Гондурасов) до восстановления дипломатических отношений между эти страны и режим франкистов.
В 1962 году вступил в Латиноамериканское общество Америки и Королевскую Испанскую академию, но свою вступительную речь, «Страсти и смерти графа Вильямедианы» прочитал в 1964 году.
Член Тайного совета графа Барселоны, активно делал на него ставку, поощряя левых и правых присоединиться и поддержать восстановление монархии в Испании (сначала во главе с графом, а затем с Хуаном Карлосом де Бурбоном).
Хотя Росалес с 1968 года жил в Мадриде, лето он проводил в Серседилье, где писал свои стихи. В 1982 году получил премию Сервантеса — главную литературную премию для испаноязычных писателей.
В 1970 году Росалес был назначен советником директора Института испанской культуры, а в 1973 году — директором департамента культурной деятельности института.
В 1986—1992 годах Росалес периодически сотрудничал с ежедневной газетой ABC в качестве колумниста, а также публиковал в еженедельнике Blanco y Negro статьи о музыке, живописи и литературе. Среди его публикаций того периода были «Оригинальность второй части Дон Кихота», «Модель театра», «История сонета» (написано это в разных частях), «Книга воробьев», «Рафаэль Альберти или свобода», поэтические «Временность Антонио Мачадо», «Час кубизма», «Творческое созерцание (на Пикассо)» и «Рана канте хондо», среди многих других.
28 октября 1988 года в мэрии Малаги Росалес провел конференцию «И вдруг, Пикассо».
Умер в возрасте 82 лет в Мадриде после перенесенной церебральной эмболии.